# Callopistria emiliusalis
Callopistria emiliusalis är en fjärilsart som beskrevs av Walker 1859. Callopistria emiliusalis ingår i släktet Callopistria och familjen nattflyn. Inga underarter finns listade i Catalogue of Life.